# Barbora Seemanová
Barbora Seemanová (Praga, 1 de abril de 2000) es una deportista checa que compite en natación, especialista en el estilo libre.
Ganó cinco medallas en el Campeonato Europeo de Natación, en los años 2021 y 2024, y dos medallas de plata en el Campeonato Europeo de Natación en Piscina Corta, en los años 2021 y 2023.
Participó en dos Juegos Olímpicos de Verano, en los años 2016 y 2020, ocupando el sexto lugar en Tokio 2020, en la prueba de 200 m libre.

## Palmarés internacional
| Campeonato Europeo                  | Campeonato Europeo | Campeonato Europeo | Campeonato Europeo |
| Año                                 | Lugar              | Medalla            | Prueba             |
| ----------------------------------- | ------------------ | ------------------ | ------------------ |
| 2021                                | Budapest (Hungría) | Medalla de oro     | 200 m libre        |
| 2024                                | Belgrado (Serbia)  | Medalla de oro     | 100 m libre        |
| 2024                                | Belgrado (Serbia)  | Medalla de oro     | 200 m libre        |
| 2024                                | Belgrado (Serbia)  | Medalla de plata   | 400 m libre        |
| 2024                                | Belgrado (Serbia)  | Medalla de bronce  | 200 m estilos      |
| Campeonato Europeo en Piscina Corta |                    |                    |                    |
| Año                                 | Lugar              | Medalla            | Prueba             |
| 2021                                | Kazán (Rusia)      | Medalla de plata   | 200 m libre        |
| 2023                                | Otopeni (Rumania)  | Medalla de plata   | 200 m libre        |